# Ardeola idae
La sgarza del Madagascar (Ardeola idae Hartlaub, 1860) è un uccello della famiglia degli Ardeidi.

## Descrizione
Come tutte le sgarze, anche la sgarza del Madagascar è un airone di dimensioni relativamente piccole. Raggiunge una lunghezza del corpo di 45–48 cm. Non presenta dimorfismo sessuale.
Durante la stagione degli amori, il piumaggio del corpo appare bianco candido. Il becco è blu e le zampe sono di colore rosso. Sul dorso le piume si allungano a formare una sorta di ciuffo. Penne similmente allungate si trovano anche sul collo, sulla schiena e sul petto. Queste conferiscono alla sgarza del Madagascar un aspetto curioso e simpatico, caratteristico di questa specie.
Il piumaggio della sgarza del Madagascar non si discosta molto da quello della sgarza ciuffetto, e nelle osservazioni sul campo le due specie si distinguono difficilmente. Al di fuori della stagione riproduttiva, le parti superiore e posteriore della testa sono color ocra con larghe strisce nere. Il becco è grigio-verde con la punta nera. L'iride è gialla. I lati della testa e della gola sono di colore marrone-giallastro con sottili strisce bruno-nerastre. Il dorso è marrone con striature biancastre o bruno-giallastre scure. Il tronco e la coda sono bianchi. Le ali, tuttavia, sono bianche, e quando l'uccello è in volo si viene a creare un forte contrasto nella colorazione. Gli esemplari giovani somigliano agli adulti nel piumaggio invernale. Tuttavia, possiedono il margine esterno delle ali e la coda di colore marrone scuro o grigio, che è particolarmente evidente in volo. Il becco è arancione chiaro.

## Distribuzione e habitat
La sgarza del Madagascar nidifica, nella stagione estiva, esclusivamente in Madagascar e nelle isole di Aldabra (Seychelles), Mayotte (Comore) e Europa. Al di fuori della stagione riproduttiva, è presente anche in Africa centrale e orientale. In Madagascar, dove nidifica oltre il 90% della popolazione esistente, il suo areale si concentra nelle zone umide della parte occidentale dell'isola.
I suoi siti di svernamento si estendono soprattutto in Tanzania e Kenya. Ci sono stati avvistamenti di esemplari anche in Uganda, Ruanda, Burundi, Malawi, Zambia, Zimbabwe, Congo, Mozambico, Comore e Seychelles.
Segnalata accidentalmente in Angola, Somalia e Yemen.
Le sgarze migrano verso ovest, in Africa, in maggio, per poi fare ritorno nei terreni di nidificazione in ottobre. Durante il primo anno di vita, trascorrono il periodo destinato alla riproduzione nei loro terreni di svernamento.
La popolazione nidificante è diminuita costantemente nel corso degli ultimi decenni. In Madagascar, la specie era comune e presente in tutta l'isola ancora negli anni '40. Tuttavia, colonie che in precedenza ospitavano più di 700 coppie nidificanti ora sono ridotte a poche decine di coppie.

## Biologia
La sgarza del Madagascar ha abitudini migratorie. Nidifica tra ottobre e marzo con un picco agli inizi della stagione delle piogge, in novembre e dicembre. Durante la stagione degli amori le sgarze si radunano a costituire delle colonie, che in passato potevano comprendere anche 1000 coppie l'una, ma che ora comprendono generalmente un numero di esemplari molto più piccolo, al quale spesso si uniscono individui nidificanti appartenenti ad altre specie.
La sgarza del Madagascar va in cerca di nutrimento da sola. Si nutre di pesci, insetti e piccoli invertebrati, nonché di rane e piccoli rettili, come scinchi e gechi.
Nidifica su alberi e arbusti o in prossimità di paludi, laghi o stagni. Ad Aldabra nidifica anche tra le mangrovie. Il nido è una pesante struttura fatta di ramoscelli, che generalmente si trova a un'altezza di 0,5–4 m dal suolo; nel caso la specie nidifichi in una colonia mista con esemplari di sgarza ciuffetto, occupa i siti di nidificazione più elevati. Ciascuna nidiata comprende di solito 3 uova, che vengono covate per circa 20 giorni. I giovani sono in grado di nutrirsi da soli a 4 settimane di età.

## Conservazione
La popolazione nidificante in Madagascar è stimata intorno ai 2000-6000 esemplari, mentre ad Aldabra nidificano 20-50 coppie (scese dalle 100 coppie che vi erano state censite nel 1970). Un numero esiguo di coppie si rinviene anche a Mayotte (10-20 coppie) e a Europa (15 coppie). Negli ultimi 50 anni la popolazione ha subito un costante declino, dovuto prevalentemente alla deforestazione e alla bonifica di aree che sono state convertite in risaie, e la IUCN Red List dal 2000 la classifica come specie in pericolo di estinzione (Endangered).